# Emilio Cánovas del Castillo
Emilio Cánovas del Castillo (Málaga, 1832; Madrid, 15 de diciembre de 1910) fue un político español, hermano de Antonio Cánovas del Castillo. Ejerció como diputado en cuatro ocasiones entre 1872 y 1886 por la circunscripción de Murcia y como senador vitalicio entre 1889 y 1910.
Escribió varias obras, entre las que se cuentan Diccionario manual de derecho administrativo español (1860); Manual de faltas (1864), junto con Fernando Cos-Gayón; Compendio de derecho administrativo (1868), y Cánovas del Castillo. Juicio que mereció a sus contemporáneos españoles y extranjeros (1901), sobre su hermano.